# 安布希德拉特里穆區
安布希德拉特里穆區，是馬達加斯加的行政區，位於該國中部，由阿那拉芒加區負責管轄，首府設於安布希德拉特里穆，面積1,402平方公里，2011年人口378,099，人口密度每平方公里270人。